# Pogonosoma stigmaticum
Pogonosoma stigmaticum là một loài ruồi trong họ Asilidae. Pogonosoma stigmaticum được Wulp miêu tả năm 1872. Loài này phân bố ở miền Ấn Độ - Mã Lai.